# Ник Грифин
Ник Грифин (на английски: Nick Griffin) е британски политик, от 1999 година председател на Британската национална партия.

## Биография
Ник Грифин е роден на 1 март 1959 година в Барнет, Хартфордшър, Англия. През 1977 година Грифин постъпва в Кеймбриджкия университет, където изучава история и право.